# Coljava
Coljava – wieś w Słowenii, w gminie Komen. W 2018 roku liczyła 60 mieszkańców.